# Rhamnus erythroxylum
Rhamnus erythroxylum là một loài thực vật có hoa trong họ Táo. Loài này được Pall. miêu tả khoa học đầu tiên năm 1776.